# Mocnosti

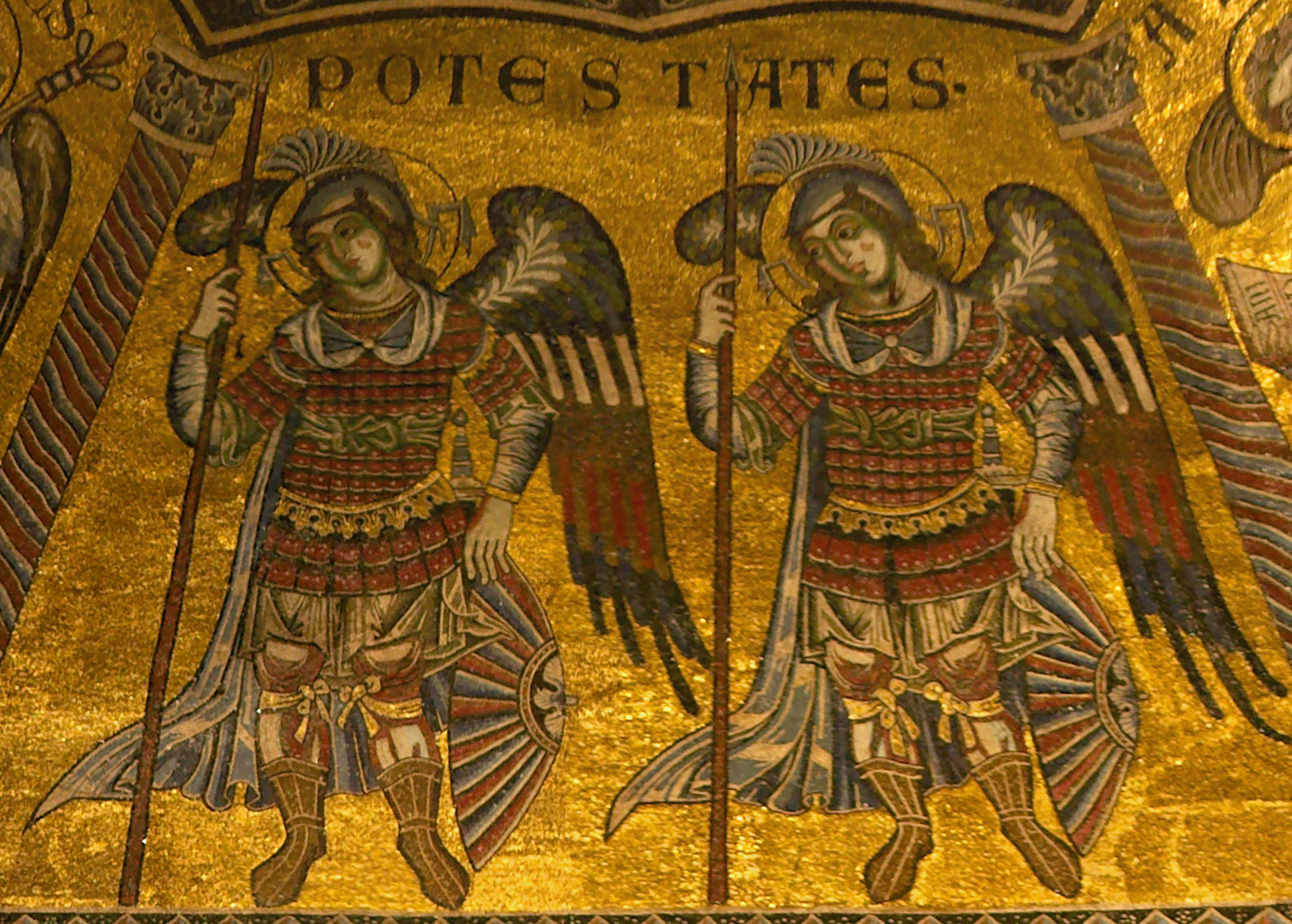
Mocnosti na mozaikách florentského baptisteria

Mocnosti neboli Potence (řecky Ἐξουσίαι, Exousìai) jsou podle křesťanské angelologie založené na klasifikaci Dionysia Areopagity šestým řádem andělů, patřícím do druhé hierarchie klasické tradice, prostřední z „nebeských vládců“, která nad ně zahrnuje také kategorii Síly a Panstva. Mocnosti, tak známé v latinském světě, odpovídají v hebrejštině Elohim, o nichž se zmiňuje Bible.

## Vlastnosti
|       | Hierarchie andělů podle Pseudo-Dionysia Areopagity              |                     |
| 9 8 7 | Serafové (lat. Seraphim) Cherubové (Cherubim) Trůny (Thronus)   | ANDĚLSKÁ HIERARCHIE |
| 6 5 4 | Panstva (Dominationes) Síly (Virtutes) Mocnosti (Potestates)    | ANDĚLSKÁ HIERARCHIE |
| 3 2 1 | Knížata (Principatus) Archandělé (Archangelus) Andělé (Angelus) | ANDĚLSKÁ HIERARCHIE |
|       |                                                                 |                     |
| 6 5 4 | Biskupové Kněží Jáhni                                           | CÍRKEVNÍ HIERARCHIE |
| 3 2 1 | Zasvěcené osoby Pokřtění křesťané Katechumeni                   | CÍRKEVNÍ HIERARCHIE |

Podle tradice jsou Mocnosti andělé sídlící na Slunci, které Dionýsios popisuje jako obdařené „nadpozemskou a inteligentní mocí“ se dvěma křídly v barvách duhy, zatímco pozdější křesťanská ikonografie je zpravidla zobrazovala v modré barvě. Papež Řehoř Veliký, který andělské chóry proslavil na latinském Západě tím, že každého z nich spojil s drahým kamenem, spojoval Mocnosti s beryliem.
O Mocnostech se zmiňuje Pavel z Tarsu v Listu Kolosanům – Kol 1, 16 (Kral, ČEP) a v Listu Efezským – Ef 1, 21 (Kral, ČEP); Ef 3, 10 (Kral, ČEP). V míře, v jaké jsou ztotožňovány s Elohim, jsou Mocnosti také různými myšlenkovými proudy považovány za skutečné tvůrce hmatatelného světa a prvního člověka, za ty, kteří podle Genesis například prohlásili: „Učiňme člověka, aby byl naším obrazem podle naší podoby. [...] Teď je člověk jako jeden z nás“.
Ve středověku jim byly přisuzovány vlastnosti moudrosti (řecky Σοφία, Sophia), rozvahy (lat. prudentia), aritmetiky a schopnost vést dobro proti zlu, jako u Danta, pro něhož jsou Mocnosti hybnou inteligencí Slunečního nebe, kde sídlí duše moudrých a filozofů.

## Duchové formy
V ezoterické perspektivě antroposofie Rudolfa Steinera jsou Elohimové sedm slunečních duchů, kteří řídí vývoj celého planetárního systému Země směrem k následující kosmické epoše. Na rozdíl od Knížat, která předsedají vývoji lidstva v různých časových a dějinných cyklech, se tedy Mocnosti starají spíše o osud dějin Země jako celku. Steiner je také nazývá „duchy formy“, neboť jsou tvůrci pevného živlu; jsou to stvořitelé zmínění v knize Genesis, kteří člověku vdechli vědomí Ega, a to prostřednictvím oběti své duchovní substance, po níž se jich šest stáhlo ze Země během hyperborejského věku po odtržení Slunce, zatímco zůstal pouze jeden, ten, který je v biblické tradici znám jako Jahve. Jahve se později od Země oddělil také během lemurského věku, když se usídlil na Měsíci jako antagonistický duch Lucifer.